# Ród Hōjō
Hōjō (jap. 北条氏 Hōjō-shi; ród Hōjō)  – jeden z arystokratycznych rodów japońskich.
Początki rodu Hōjō sięgają XI wieku. Największe znaczenie ród osiągnął w latach 1203–1333, w okresie Kamakura. W 1203 roku Masako Hōjō i Tokimasa Hōjō osadzili na stanowisku sioguna niepełnoletniego Sanetomo Minamoto, sami praktycznie obejmując władzę. Od tego czasu kolejni przedstawiciele rodu Hōjō, pełniąc oficjalnie funkcję regentów (shikkenów) sprawowali władzę, która formalnie przysługiwała siogunowi. 
W 1221 roku pozycję rodu wzmocniło pokonanie cesarza Go-Toba, który chciał przywrócić władzę cesarską. Po klęsce armii cesarskiej, ród Hōjō władał niepodzielnie. Do jego sukcesów należało m.in. zreformowanie administracji oraz odparcie inwazji mongolskich. Jednak kosztowna wojna z Mongołami podkopała finanse państwa oraz pozycję rodu, który wobec ogólnego niezadowolenia nie był w stanie utrzymać się przy władzy. W 1333 roku, po wojnie Genkō, klan Hōjō został pokonany przez cesarza Go-Daigo.
W XIX wieku ród Hōjō otrzymał tytuł wicehrabiowski.

## Shikkenowie
1. Tokimasa Hōjō (1199 – 1205)
2. Yoshitoki Hōjō (1205 – 1224)
3. Yasutoki Hōjō (1224 – 1242)
4. Tsunetoki Hōjō (1242 – 1246)
5. Tokiyori Hōjō (1246 – 1256)
6. Nagatoki Hōjō (1256 – 1264)
7. Masamura Hōjō (1264 – 1268)
8. Tokimune Hōjō (1268 – 1284)
9. Sadatoki Hōjō (1284 – 1301)
10. Morotoki Hōjō (1301 – 1311)
11. Munenobi Hōjō (1311 – 1312)
12. Hirotoki Hōjō (1312 – 1315)
13. Mototoki Hōjō (1315 – 1316)
14. Takatoki Hōjō (1316 – 1326)
15. Sadaaki Hōjō (1326)
16. Moritoki Hōjō (1326 – 1333)
17. Sadayuki Hōjō (1333; rzekomo)